# Wymowa dwuznaku ⟨wh⟩ w języku angielskim
Wymowa dwuznaku ⟨wh⟩ w języku angielskim – fonologiczna historia angielskiego dwuznaku ⟨wh⟩.
Odnosi się do zmian historycznych, jakie miały miejsce w realizacji dwuznaku ⟨wh⟩ na przestrzeni lat i opisuje wciąż istniejące różnice w wymowie w zależności od regionu i dialektu. Obecnie najczęściej wymawiany jest jako dźwięczny wargowo-miękkopodniebienny aproksymant /w/, tak samo jak zwykły grafem ⟨w⟩ w takich wyrazach jak water /ˈwɔːtə/, jednakże niektóre dialekty, zwłaszcza te w Szkocji, Irlandii i na południu Stanów Zjednoczonych zachowały tradycyjną wymowę /hw/ zazwyczaj realizowaną jako [ʍ], czyli bezdźwięczne „w”. Proces, w którym historyczne /hw/ przeszło w /w/ obecne w większości dzisiejszych odmian języka angielskiego, nazywa się „wine–whine merger”.
Przed samogłoskami zaokrąglonymi inny proces redukcji miał miejsce w języku średnioangielskim, którego rezultatem dwuznak ⟨wh⟩ w wyrazach jak who oraz whom wymawia się przez /h/. Podobny proces miał miejsce wcześniej w słowie how.

## Historia
To, co dzisiaj znane jest w angielskim jako dwuznak ⟨wh⟩, pojawiło się w języku praindoeuropejskim jako spółgłoska *kʷ (w łacinie i innych językach romańskich zaczął być zapisywany dwuznakiem ⟨qu⟩). W językach germańskich, zgodnie z prawem Grimma, indoeuropejskie bezdźwięczne spółgłoski zwarte w większości kontekstów fonetycznych przeszły w bezdźwięczne spółgłoski szczelinowe. Zatem labializowana spółgłoska zwarta *kʷ początkowo prawdopodobnie przeszła w językach przed pragermańskich w labializowaną spółgłoskę welarną *xʷ, którą następnie w pragermańskim zaczęto, jak się przypuszcza, wymawiać jako *[ʍ], czyli bezdźwięczny wargowo-miękkopodniebienny aproksymant. Głoska ta była używana w języku gockim, gdzie zapisywana była literą o nazwie hwair (w alfabecie gockim symbol ⟨𐍈⟩, w zromanizowany zapis ⟨ƕ⟩). W języku staro-wysoko-niemieckim zapisywano ją trójznakiem ⟨huu⟩. Tego samego zapisu i dodatkowego ⟨hƿ⟩ (z literą wynn) używano również w staroangielskim. W okresie języka średnioangielskiego pisownię zmieniono na ⟨hw⟩ (wraz z rozwojem grafemu ⟨w⟩), następnie na ⟨wh⟩, lecz wymowa głoski wciąż pozostawała [ʍ].
Ponieważ praindoeuropejskie zaimki pytające zazwyczaj zaczynały się na *kʷ, angielskie zaimki pytające (takie jak (who, which, what, when, where) zaczynają się na ⟨wh⟩.

## Wine–whine merger
Proces defonologizacji historycznej głoski [ʍ] określa się w języku angielskim terminem wine–whine merger (ang. merge – scalać, łączyć), ponieważ jej wymowa zbiegła się z inną głoską wargowo-miękkopodniebienną [w] w wyniku czego wyraz wine i whine stały się homofonami. W większości regionalnych odmian języka angielskiego defonologizacja [ʍ] została zakończona i tylko część obszarów wciąż zachowało konserwatywną wymowę w tym część Szkocji, Irlandii oraz południe Stanów Zjednoczonych.